# Dieter Sarodnik
Dieter Sarodnik ist ein ehemaliger deutscher Basketballspieler.

## Laufbahn
Sarodnik nahm 1965 mit der bundesdeutschen Nationalmannschaft an der Europameisterschaft teil und erzielte in neun Turniereinsätzen einen Punkteschnitt von 3,3. Sein Länderspieldebüt hatte er 1961 gegeben. Weitere internationale Erfahrung sammelte er bei den Studentenweltmeisterschaften 1961 und 1965.
Mit dem Postsportverein Hannover war er 1966/67 in der Premierensaison der neugegründeten Basketball-Bundesliga dabei. Sarodnik war sowohl 1966/67 als auch 1967/68 bester Punktesammler der Bundesliga. Im Frühjahr 1968 stieg er mit den Niedersachsen aus der Bundesliga ab.